# Bornes de Groningue
Les bornes de Groningue (en néerlandais : Stadsmarkeringen Groningen) sont un ensemble de monuments érigés en 1990 autour de la ville de Groningue, aux Pays-Bas, pour en symboler l'entrée.

## Marqueurs
Les bornes comportent dix monuments, neuf situés en périphérie de Groningue comme autant de portes, la dernière en plein centre. Chacune est réalisée par un artiste différent et aucune ne ressemble à l'autre. Depuis le sud et dans le sens des aiguilles d'une montre, les œuvres extérieures sont baptisées d'une lettre de la première appellation connue de Groningue, « Cruoninga ».
Les différentes bornes sont les suivantes :
1. C : Gate Tower Clio, Kurt W. Forster ; un pylône électrique dominant l'A28 (53° 10′ 59″ N, 6° 34′ 25″ E)
2. R : Book R, Akira Asada ; un livre ouvert sur la Paterswoldseweg (nl) (53° 11′ 29″ N, 6° 33′ 12″ E)
3. U : A Walk along the Border, Daniel Libeskind ; un livre ouvert sur l'A7 (53° 11′ 51″ N, 6° 31′ 21″ E)
4. O : Sans titre, Thom Puckey ; une cheminée sur la Friesestraatweg (nl) (53° 14′ 17″ N, 6° 30′ 44″ E)
5. N : Sans titre, Gunnar Daan (nl) ; sur le bord du canal Van Starkenborgh (53° 14′ 38″ N, 6° 33′ 04″ E)
6. I : Bruchstück für Luigi Nono, Heiner Müller ; monument aux morts sur la N46 (nl) (53° 15′ 08″ N, 6° 34′ 26″ E)
7. N : Sans titre, William Forsythe ; arbres penchés à Lewenborg (en) sur la N360 (nl) (53° 14′ 10″ N, 6° 37′ 58″ E)
8. G : The Tower of Cards, The Tower of Letters, The Joker's Perch, John Hejduk ; sur l'A7 (53° 12′ 00″ N, 6° 38′ 47″ E)
9. A : Architektron Urania, Leonhard Lapin (en) et Enn Laansoo ; structure en spirale sur la Kooiweg (53° 11′ 48″ N, 6° 36′ 13″ E)
10. Cruoninga : Sans titre, Paul Virilio ; sculpture en plein centre de Groningue, sur la Martinkikerhof (53° 13′ 13″ N, 6° 34′ 09″ E)

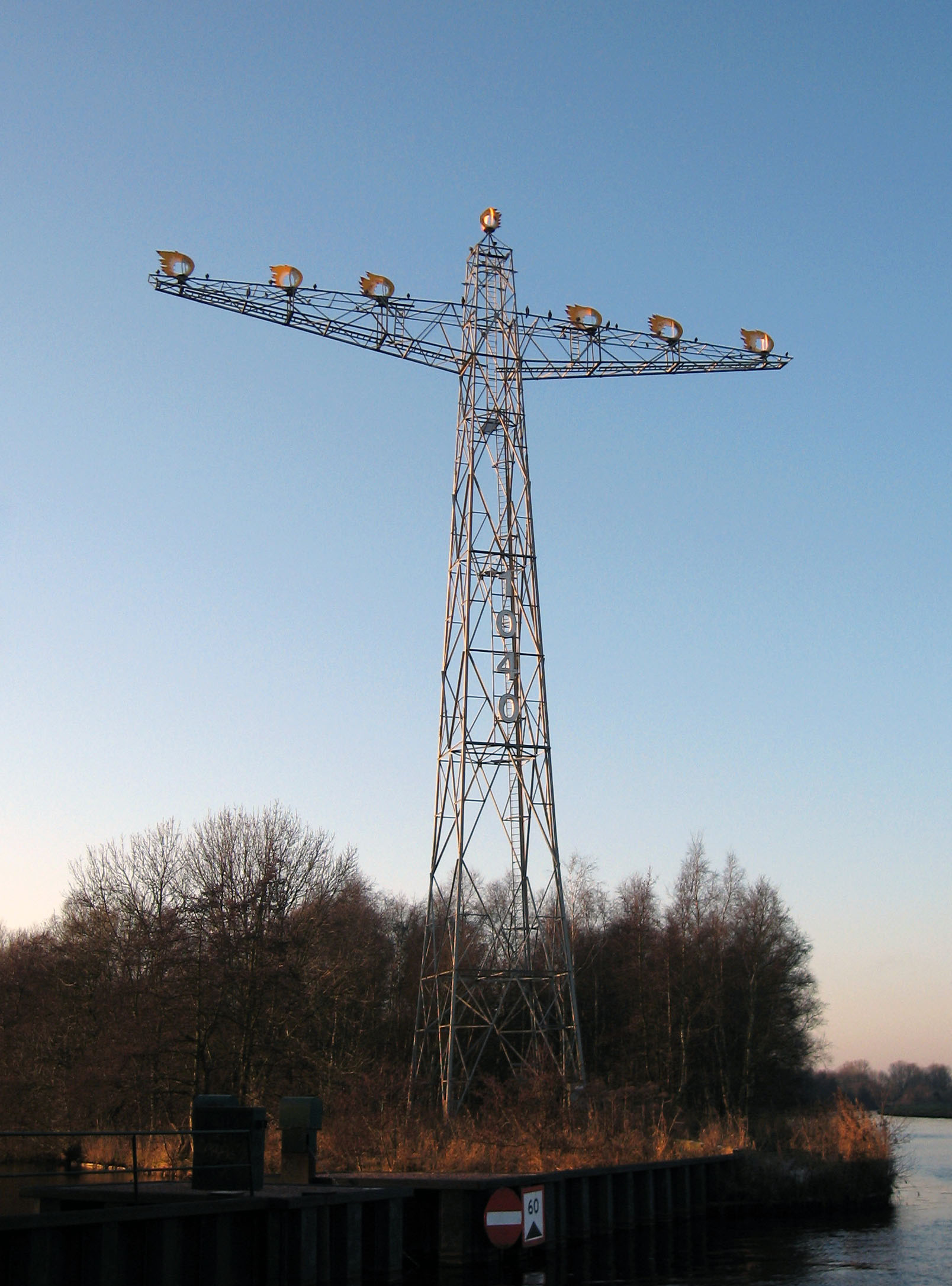
C, Kurt W. Forster
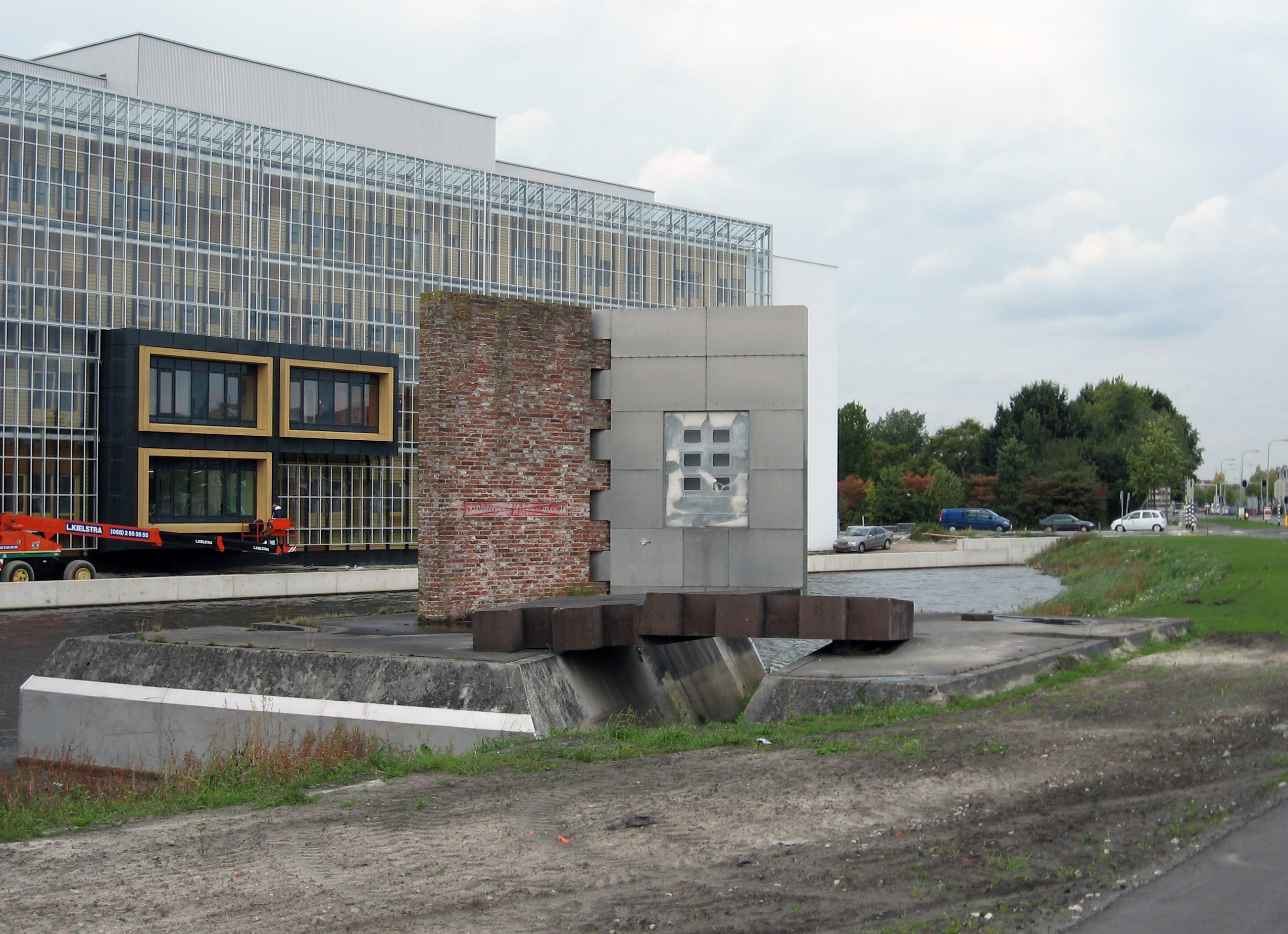
R, Akira Asada
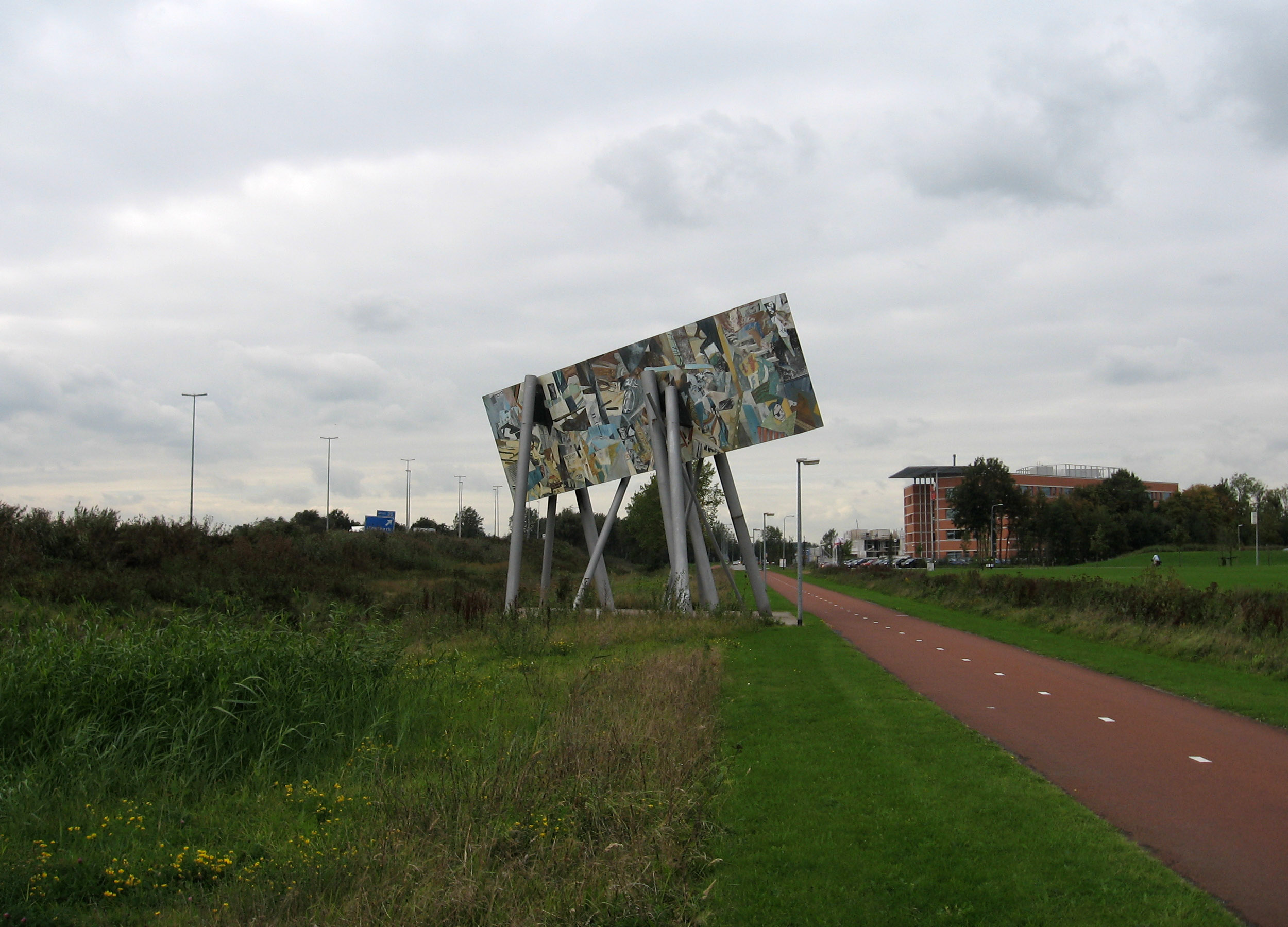
U, Daniel Libeskind
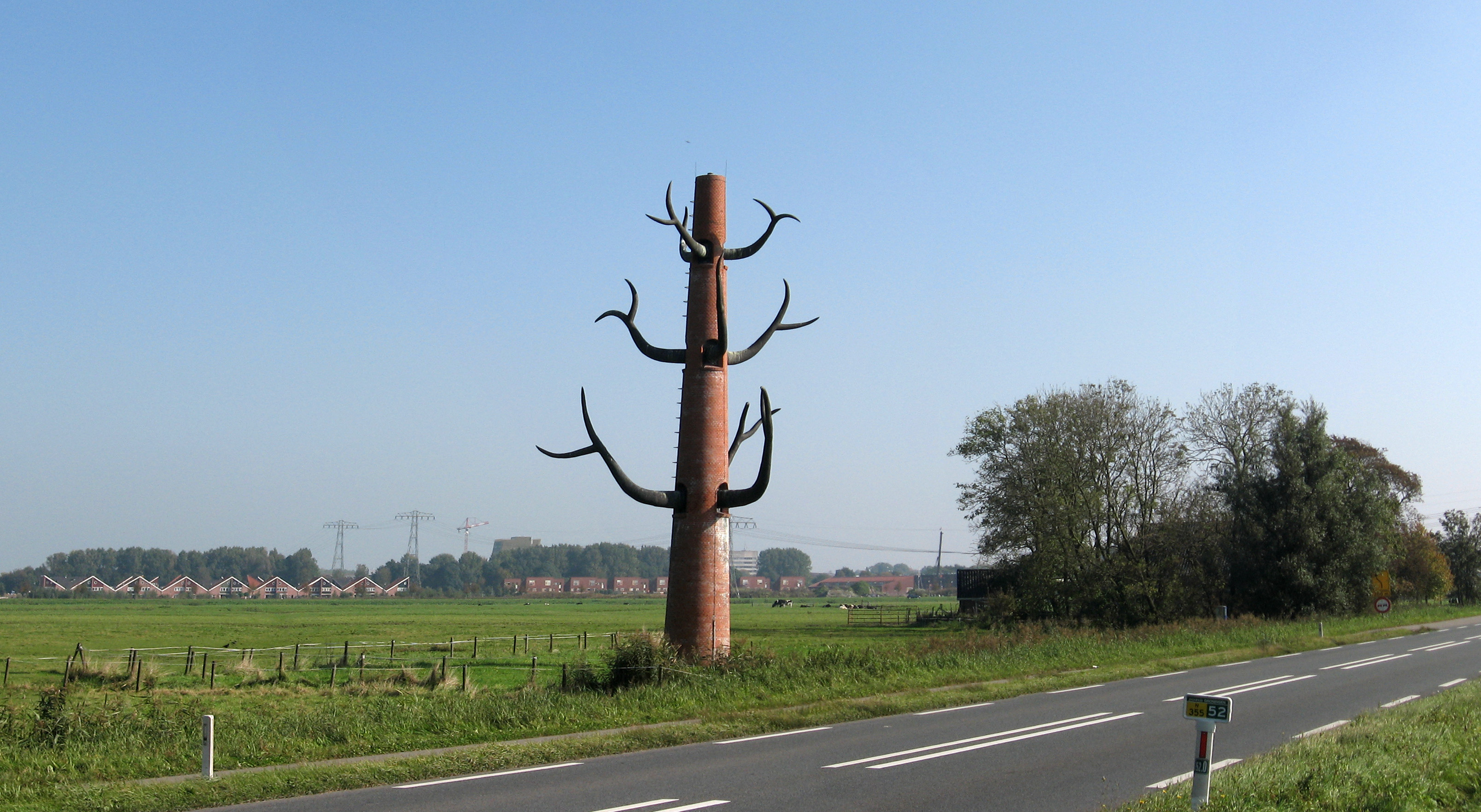
O, Thom Puckey
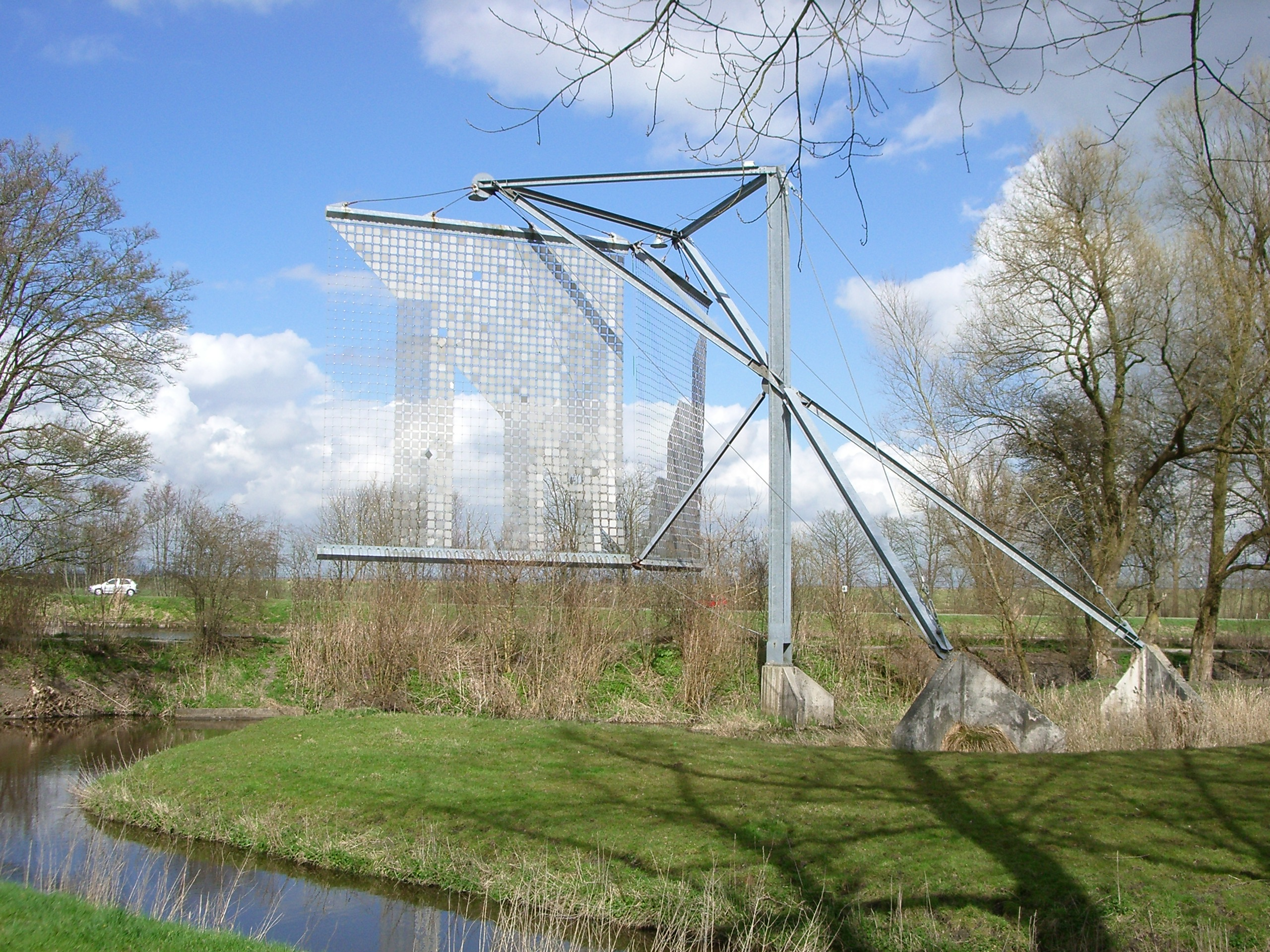
N, Gunnar Daan
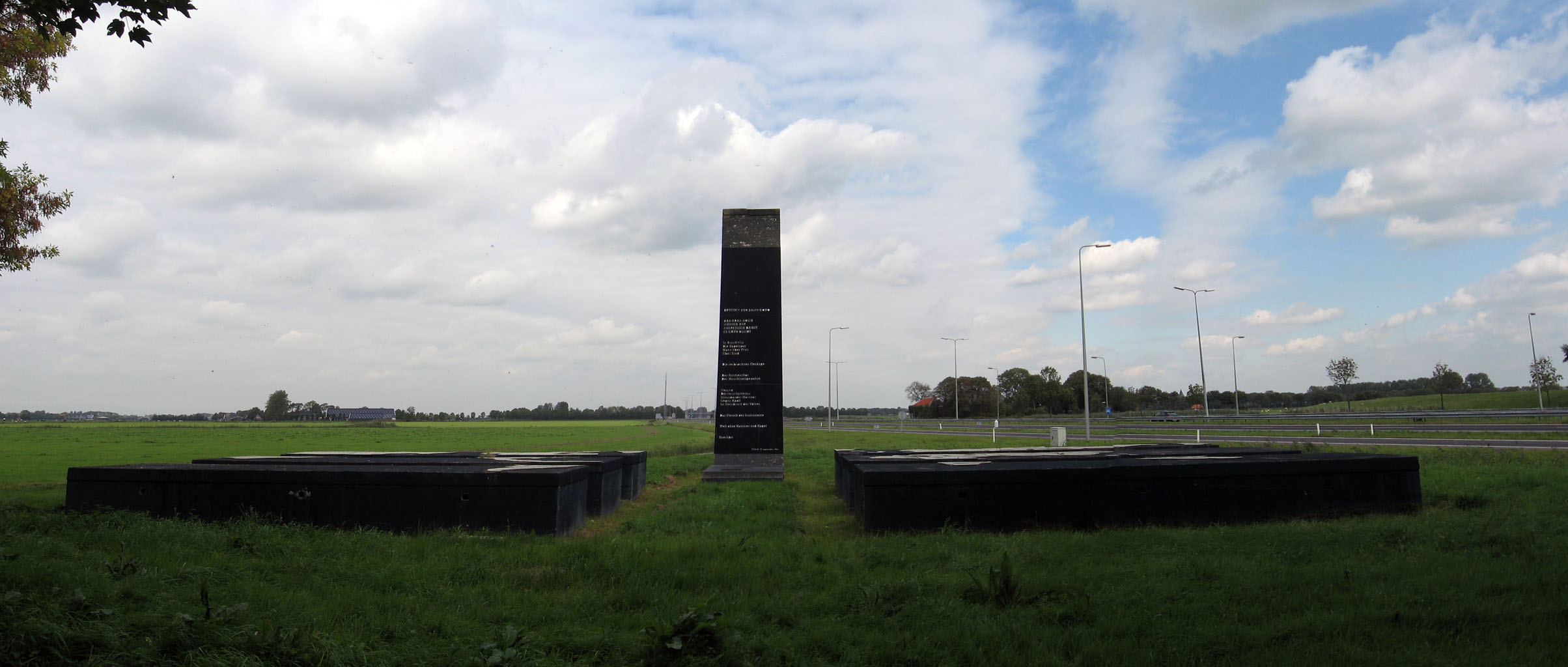
I, Heiner Müller
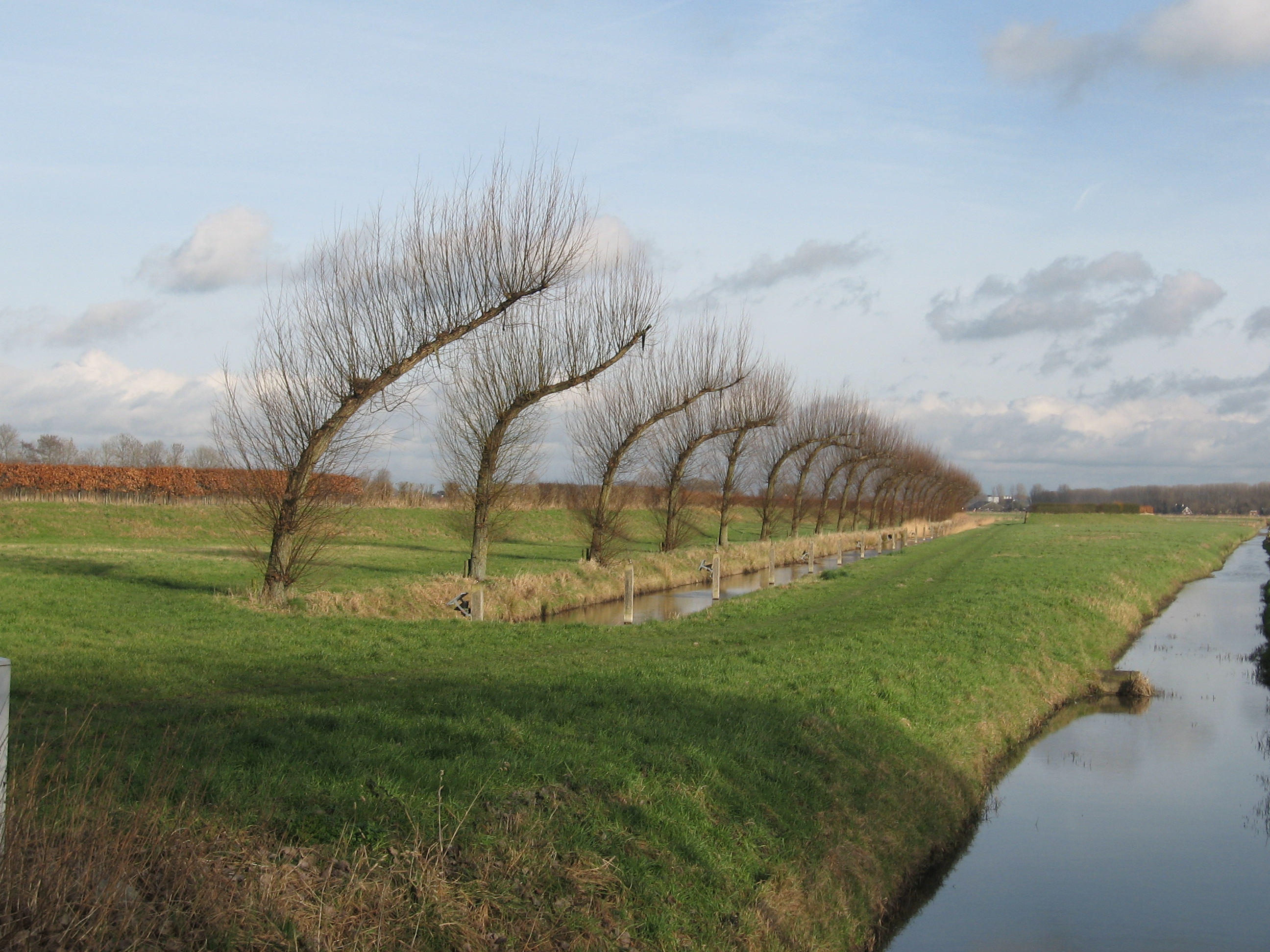
N, William Forsythe
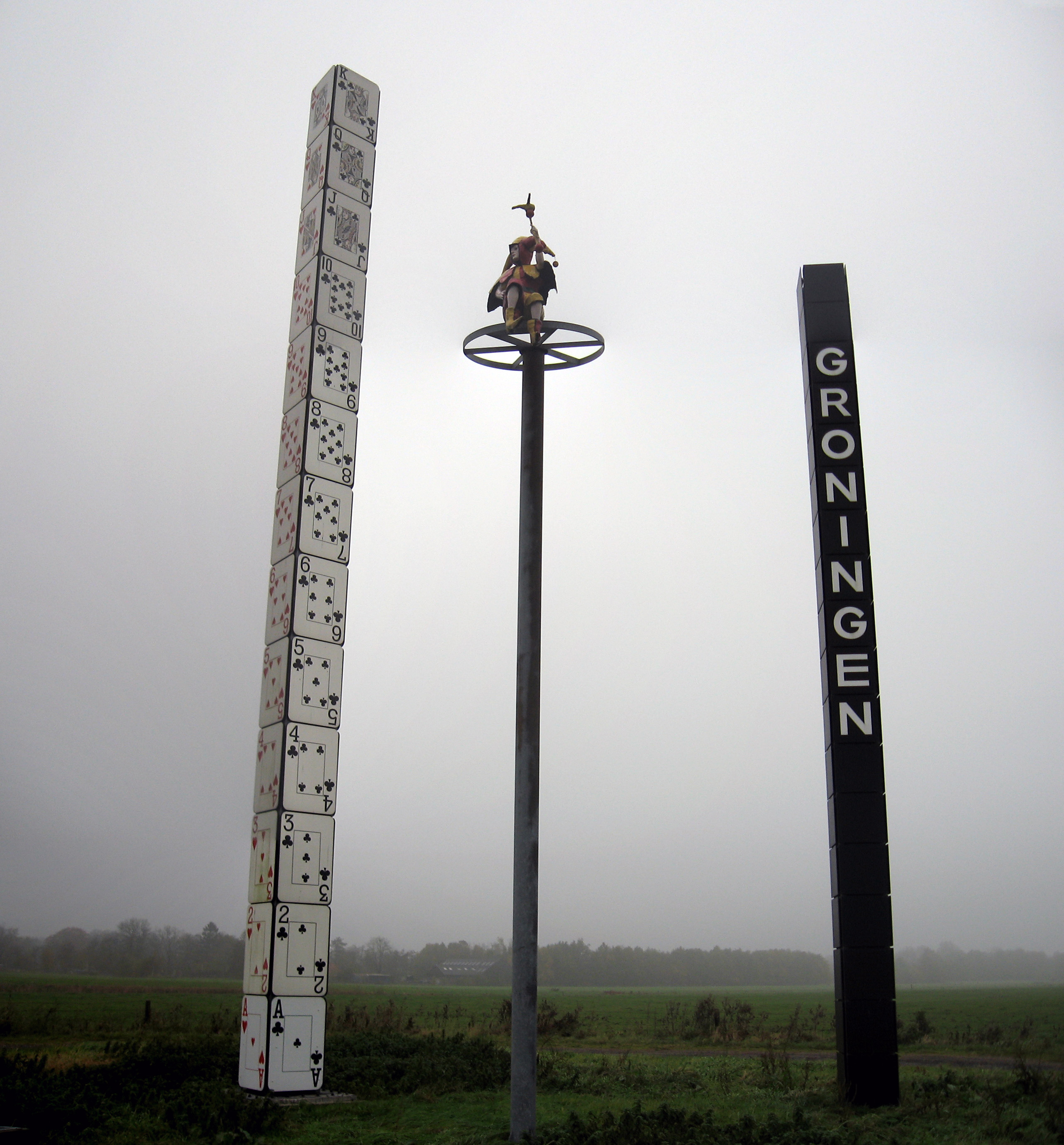
G, John Hejduk
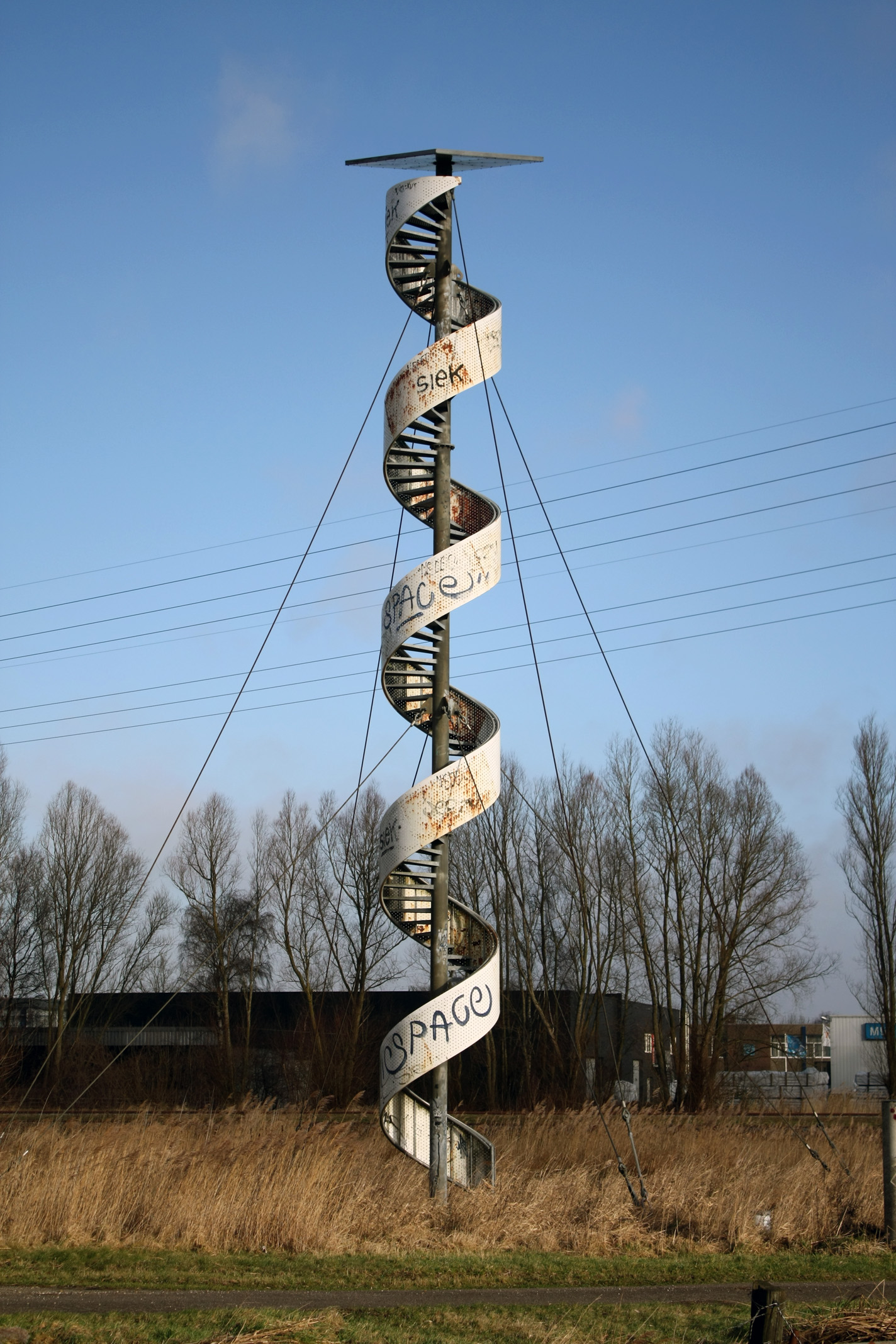
A, Leonhard Lapin et Enn Laansoo
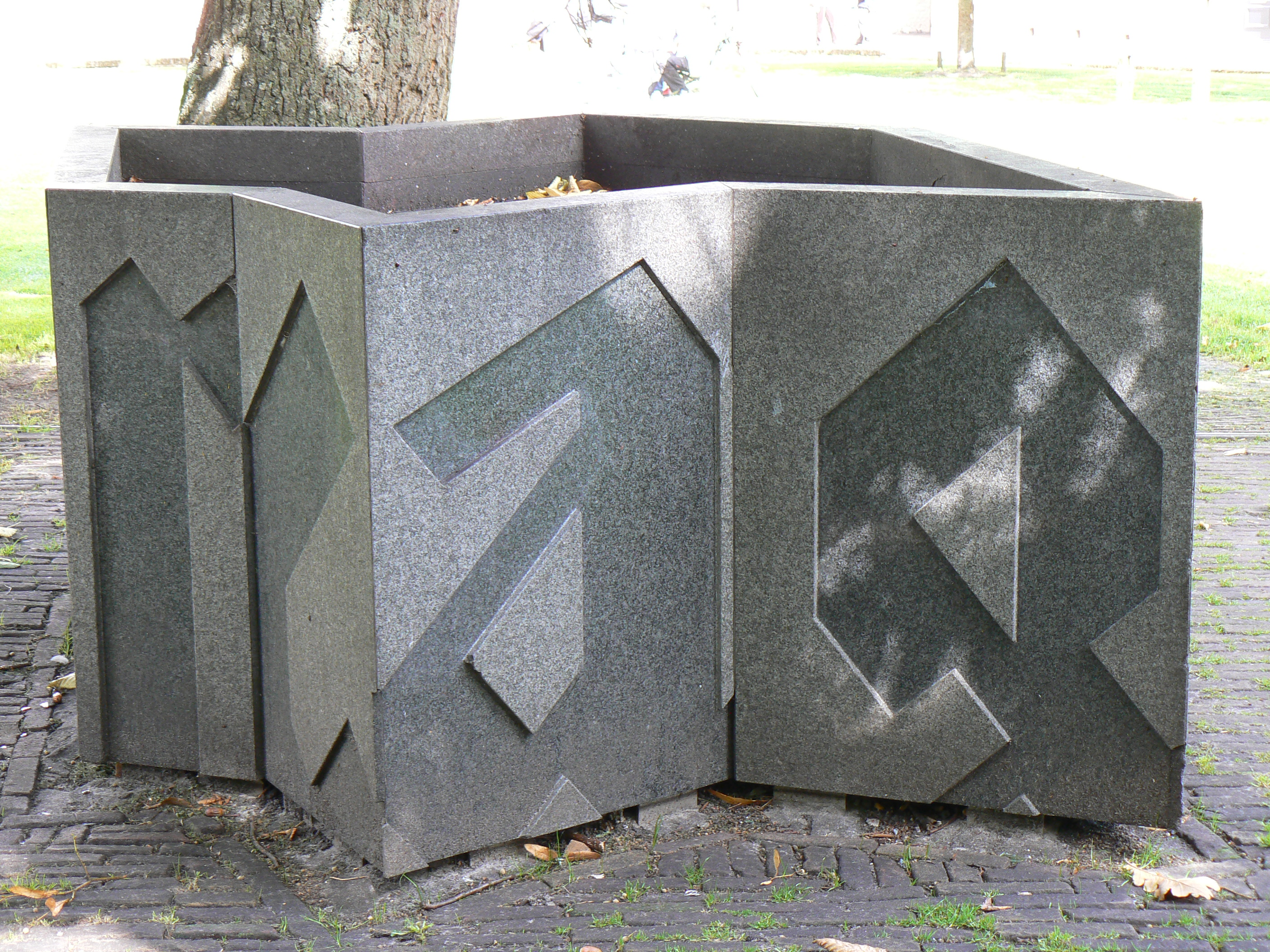
Cruoninga, Paul Virilio

## Historique
En 1990, Groningue fête le 950e anniversaire de sa création. Un conseiller culturel de la ville, Frank Mohr (1931-1998), conçoit comme projet de marquer les entrées de la ville d'une œuvre d'art. Mohr envisage dix monuments, placés à la périphérie de la ville et visibles depuis la route, éclairés la nuit. Le comité qu'il monte approche Daniel Libeskind pour mener à bien le projet.
Libeskind conçoit d'ériger neuf œuvres d'art portant les lettres de Cruoninga, le nom apparaissant sur le plus vieux document mentionnant la ville (une carte où figurent sous ce nom une ferme et un château), à l'entrée des principales voies d'accès à la Groningue.
Les œuvres, réalisées par différents artistes, sont réalisées en 1990.